# Ренье III (князь Монако)
Ренье́ III (фр. Rainier III; 31 мая 1923 — 6 апреля 2005) полное имя — Ренье Луи Анри Максенс Бертран Гримальди — тринадцатый князь Монако из династии Гримальди. Правил с 1949 года по 2005 год.

## Биография

### Ранние годы
Родился 31 мая 1923 года и при крещении был назван Луи-Анри-Максенс-Бертран Гримальди. Родители Шарлотта Монакская, герцогиня Валентинуа и принц Пьер де Полиньяк.
Образование будущий правитель княжества получал в Великобритании, Швейцарии (частная школа Institut Le Rosey) и Франции, где окончил, в частности, престижную «Сьянс-По» — Высшую школу политических наук в Париже.
В сентябре 1944 года князь Ренье поступил офицером на службу во французскую армию и принимал участие в военной кампании против нацистской Германии в Эльзасе.

### Княжение
На княжеский престол он вступил после того, как 9 мая 1949 года скончался его дед, князь Луи II. Формально наследницей титула была мать Ренье, княгиня Шарлотта, но она отказалась от престола в пользу своего сына.

## Семья
В 1956 году князь Ренье сыграл свадьбу с голливудской киноактрисой Грейс Келли. В 1982 году супруга князя погибла в автокатастрофе. Несмотря на то, что у супругов были сложные отношения с взаимными обидами и изменами, Ренье искренне переживал смерть жены и был раздавлен ее гибелью.
Князь Ренье до самой своей смерти остался вдовцом и был похоронен рядом с супругой Грейс в 2005 году.

### Дети
У супругов появилось на свет трое детей:
- принцесса Каролина (род. 1957),
- наследный принц Альбер (род. 1958),
- принцесса Стефания (род. 1965).

В 1982 году в результате автокатастрофы принцесса Стефания, находившаяся вместе с матерью в машине в тот роковой день, получила серьёзную травму шейного отдела позвоночника. В настоящее время Каролина находится в третьем браке с принцем Ганноверским, а за плечами Стефании — два развода. Дочери подарили князю семерых внуков и внучек.
Наследный принц Альбер II ранее считался одним из самых завидных женихов Европы. 31 марта 2005 года в связи с заболеванием отца на него были возложены функции регента, а 6 апреля, после кончины Ренье III, он стал правящим князем. 1 июля 2011 года Альбер женился на Шарлен Линнет Уиттсток.

## Вклад в филателию
Князь Ренье III был известным в мире филателистом. В годы своего княжения он был лично причастен к тем или иным аспектам, связанным с подготовкой рисунков и выходом конечной филателистической продукции Монако. Начиная с 1948 года, когда он вступил на монакский трон, значимость филателистических выпусков этого микрогосударства существенно возросла. Князь считается автором высказывания о том, что почтовые марки являются «лучшим послом страны». Филателистическая коллекция Ренье III послужила основой Музея почтовых марок и монет Монако.
В 1996 году князю была присуждена награда Всемирной ассоциации издателей филателистических каталогов, альбомов и журналов (АСКАТ) «Гран При 1996». С ноября 1997 года он являлся почётным членом Европейской академии филателии; этот титул он получил во время проходившей в Монако Международной филателистической выставки.
В феврале 1999 года под эгидой князя был сформирован «Клуб Монте-Карло» (Club de Monte-Carlo; полное название — Club de Monte-Carlo de l’Elite de la Philatélie) — всемирный филателистический элитарный клуб, насчитывающий более сотни членов.

## Почётные звания и награды
Награды Монако
| Страна | Дата            | Награда                          | Награда                          | Литеры |
| ------ | --------------- | -------------------------------- | -------------------------------- | ------ |
| Монако | 9 мая 1949      | Суверен ордена Святого Карла     | Суверен ордена Святого Карла     |        |
| Монако | 18 ноября 1954  | Суверен ордена Гримальди         | Суверен ордена Гримальди         |        |
| Монако | 20 июля 1960    | Суверен ордена Короны            | Суверен ордена Короны            |        |
| Монако | 31 декабря 1952 | Суверен ордена Культурных заслуг | Суверен ордена Культурных заслуг |        |

Награды иностранных государств
| Страна            | Дата вручения    | Награда                                                                                                   | Литеры |
| ----------------- | ---------------- | --- | ------ |
| Бельгия           | —                | Кавалер Большого креста ордена Леопольда I                                                                |        |
| Бельгия           | —                | Военный крест (1939—1945)                                                                                 |        |
| Ватикан           | —                | Рыцарь ордена Золотой шпоры                                                                               |        |
| Греция            | —                | Кавалер Большого креста ордена Спасителя                                                                  |        |
| Греция            | —                | Кавалер Большого креста Королевского ордена Георга I                                                      |        |
| Египет            | —                | Кавалер Большой ленты ордена Мухаммеда Али                                                                |        |
| Италия            | —                | Кавалер Высшего ордена Святого Благовещения                                                               |        |
| Италия            | —                | Крест «За боевые заслуги»                                                                                 |        |
| Ливан             |                  | Кавалер ордена Заслуг 1 класса                                                                            |        |
| Люксембург        | —                | Кавалер ордена Золотого льва Нассау                                                                       |        |
| Мальтийский орден | —                | Бальи — кавалер Большого креста чести и преданности Мальтийского ордена                                   |        |
| Мальтийский орден | —                | Кавалер Большого креста чести и преданности Мальтийского ордена                                           |        |
| Панама            | —                | Кавалер Большого креста ордена Мануэля Амадора Герреро                                                    |        |
| Сальвадор         | —                | Кавалер Большого креста ордена Хосе Матиаса Дельгадо                                                      |        |
| Франция           | —                | Кавалер Большого креста ордена Почётного легиона                                                          |        |
| Франция           | —                | Военный крест 1939—1945                                                                                   |        |
| Франция           | —                | Крест Добровольцев (1939—1945)                                                                            |        |
| Франция           | —                | Крест Бойца                                                                                               |        |
| Франция           | —                | Медаль Войны 1939—1945                                                                                    |        |
| Югославия         | 1946             | Кавалер Большого креста ордена Звезды Карагеоргия                                                         |        |
| Швеция            | 14 октября 1949— | Рыцарь ордена Серафимов                                                                                   |        |
| Италия            | 30 мая 1953—     | Кавалер Большого креста, декорированного большой лентой ордена «За заслуги перед Итальянской Республикой» |        |
| Португалия        | 27 апреля 1964—  | Кавалер Большого креста ордена Святого Якова и меча                                                       | GCSE   |
| Иран              | 14 октября 1971  | Юбилейная медаль 2500-летия основания Персидской империи                                                  |        |

## Память
Портрет Ренье III многократно появлялся на почтовых марках Монако.
В 2012 году в России в Йошкар-Оле на набережной реки Малая Кокшага у ЗАГСа установлен памятник супружеской чете Грейс Келли и князю Монако Ренье III.